# Скоростная железная дорога Ухань — Гуанчжоу
Скоростная железная дорога Ухань—Гуанчжоу (кит. трад. 武廣客運專線, упр. 武广客运专线, пиньинь Wǔguǎng Kèyùn Zhuānxiàn, палл. Угуан Кэюнь Чжуаньсянь) — высокоскоростная железнодорожная линия в Китае, открыта 26 декабря 2009 года. Соединяет города Ухань и Гуанчжоу. Являлась самой быстрой в мире со скоростью движения до 350 км/ч до пуска в 2011 году Пекин-Шанхайской высокоскоростной линии. Испытания линии проводились с 9 декабря, максимальная достигнутая скорость при этом была 394,2 км/ч.
Линия была продлена на север до Пекина и на юг до Шэньчжэня как часть высокоскоростной пассажирской линии Пекин — Гонконг с полной длиной около 2400 км.
Дистанция пути Ухань — Гуанчжоу составляет 968 км. Средняя скорость поезда составляет 323 км/ч; время в пути — около 3 часов (ранее было около 10,5 часов). На дистанции находится 16 остановочных пунктов. На момент открытия это была самая длинная скоростная железная дорога Китая.

## Маршрут
Дорога соединяет между собой одни из крупнейших в Китае городские агломерации Ухань, Чанша и Гуанчжоу, проходит через многонаселённые провинции Хубэй, Хунань и Гуандун. В провинции  Хубэй дорога следует через  крупный город Сяньнин и исторический город Чиби. В провинции Хунань дорога проходит через крупные города и индустриальные центры Юэян, Чжучжоу, Хэнъян, Чэньчжоу и около знаменитой горы Хэншань. В провинции Гуандун дорога проходит через крупные индустриальных центры Шаогуань и Цинъюань.

### Соединения с высокоскоростными линиями
Железная дорога Ухань — Гуанчжоу является частью  высокоскоростной магистрали Пекин — Гонконг. В 2012 введена в эксплуатацию смежная линия с северной стороны Шицзячжуан - Ухань (Скоростная железная дорога Шицзячжуан — Ухань) (840 км). С южной стороны после Гуанчжоу линия продлена до Шэньчжэня (102 км) и пограничного перехода Футянь (10 км), а затем будет дополнена участком до Гонконга (Цзюлун) (14 км).. При этом Шэньчжэнь соединён с Гонконгом стыковкой развитых сетей метро.
В городе Ухань дорога соединяется  с высокоскоростной линией до Хэфэя и далее на запад до Ичана. В перспективе эти линии войдут в высокоскоростную широтную трассу Шанхай - Чэнду через всю страну.
Через имеющийся на этой линией новый вокзал Чанша планируется проложить 2000-километровую высокоскоростную железную дорогу Шанхай - Куньмин (часть восточнее - скоростная железная дорога Ханчжоу — Чанша, часть западнее - скоростная железная дорога Чанша — Куньмин).
Через новый вокзал Гуанчжоу линия соединяется с высокоскоростной веткой Гуанчжоу - Чжухай, которая частично введена в эксплуатацию.

### Основные станции

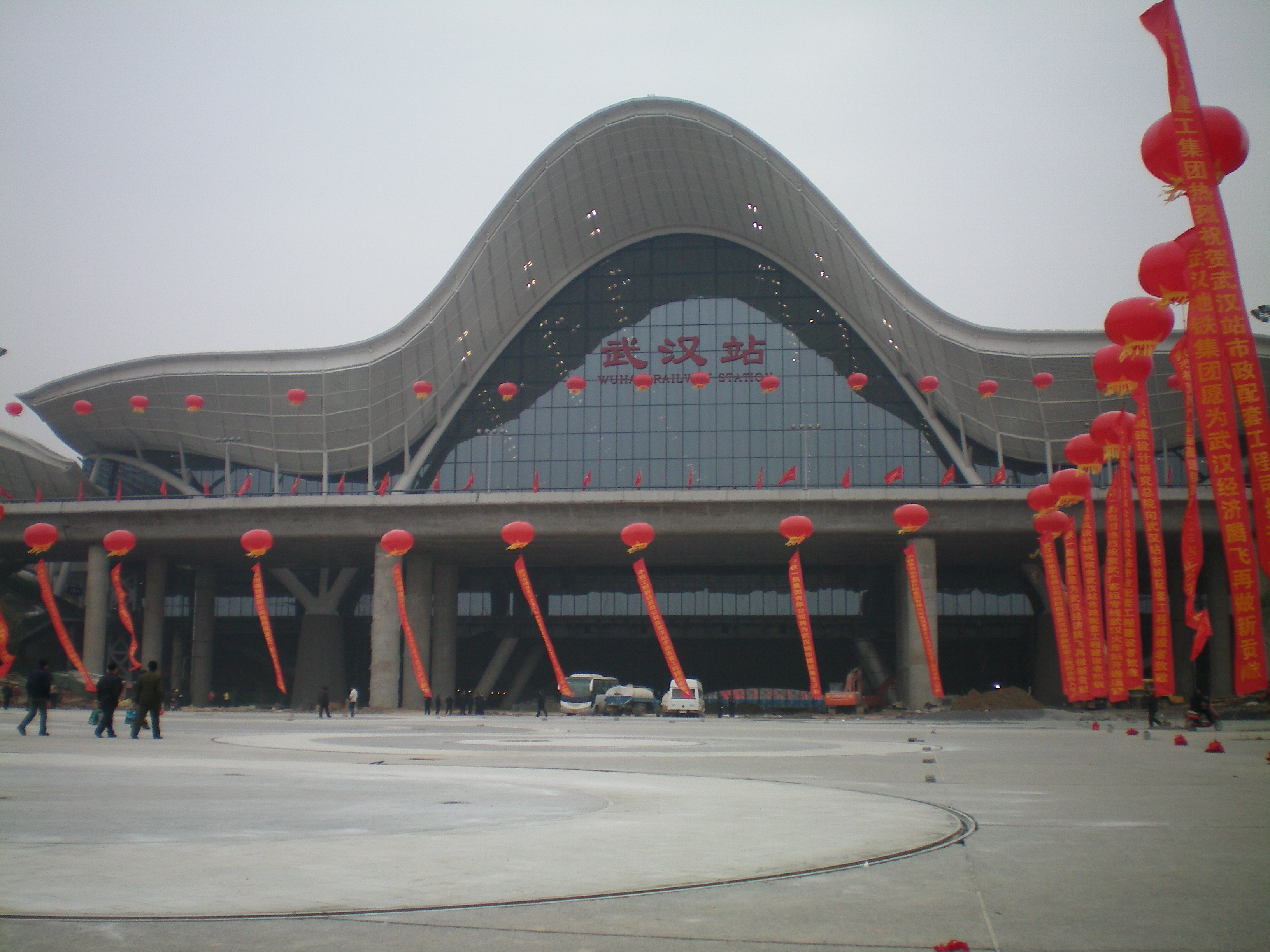
Железнодорожная станция Ухань.

- Ухань
- Сяньнин-Северный
- Чиби-Северный
- Юэян-Восточный
- Мило-Восточный
- Чанша-Южная
- Чжучжоу-Западный
- Хэншань-Западный
- Хэнъян-Восточный
- Чэньчжоу-Западный
- Шаогуань
- Цинъюань
- Гуанчжоу-Северный
- Гуанчжоу-Южный

## Поезда

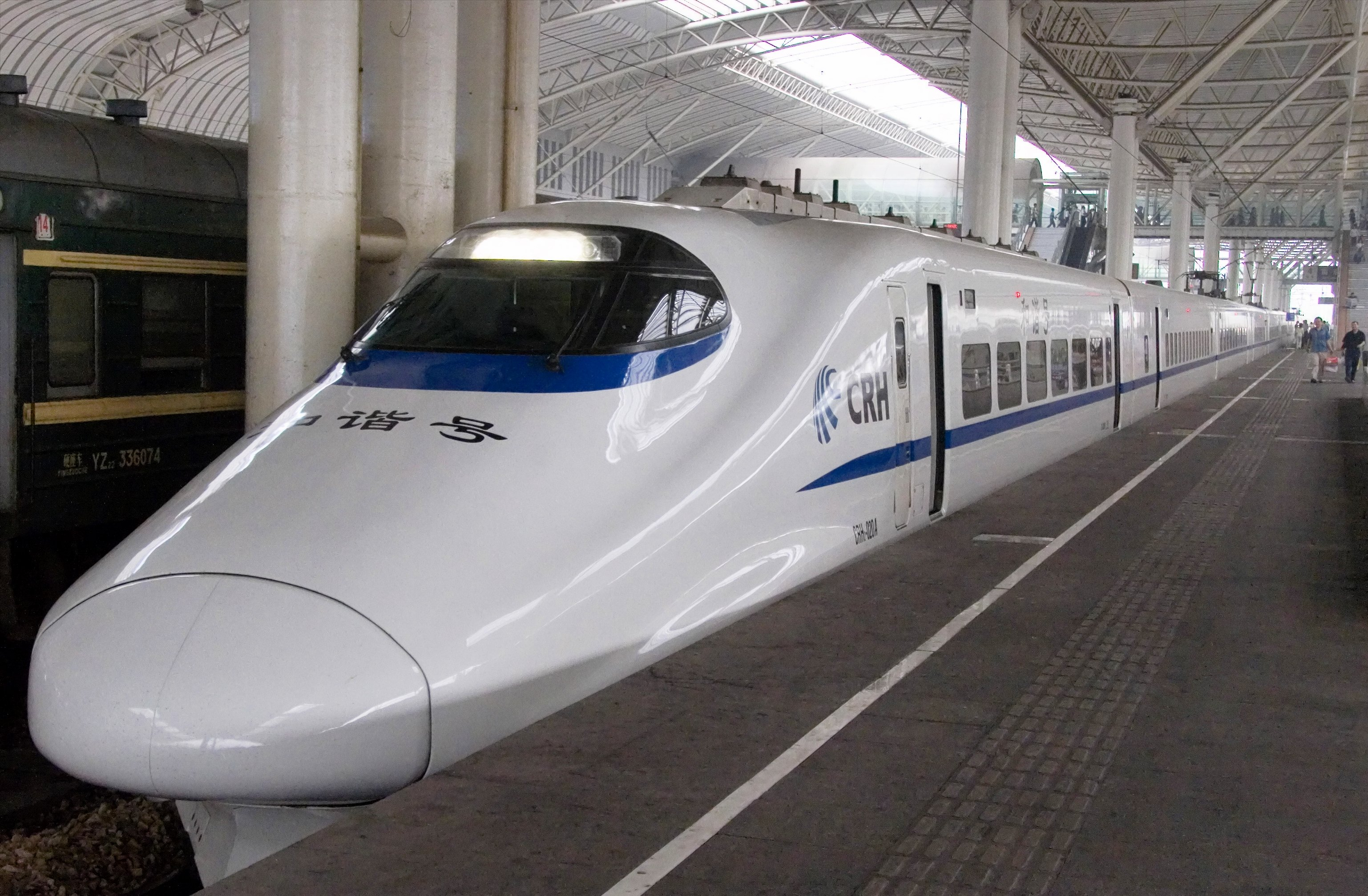
Головной вагон CRH2.

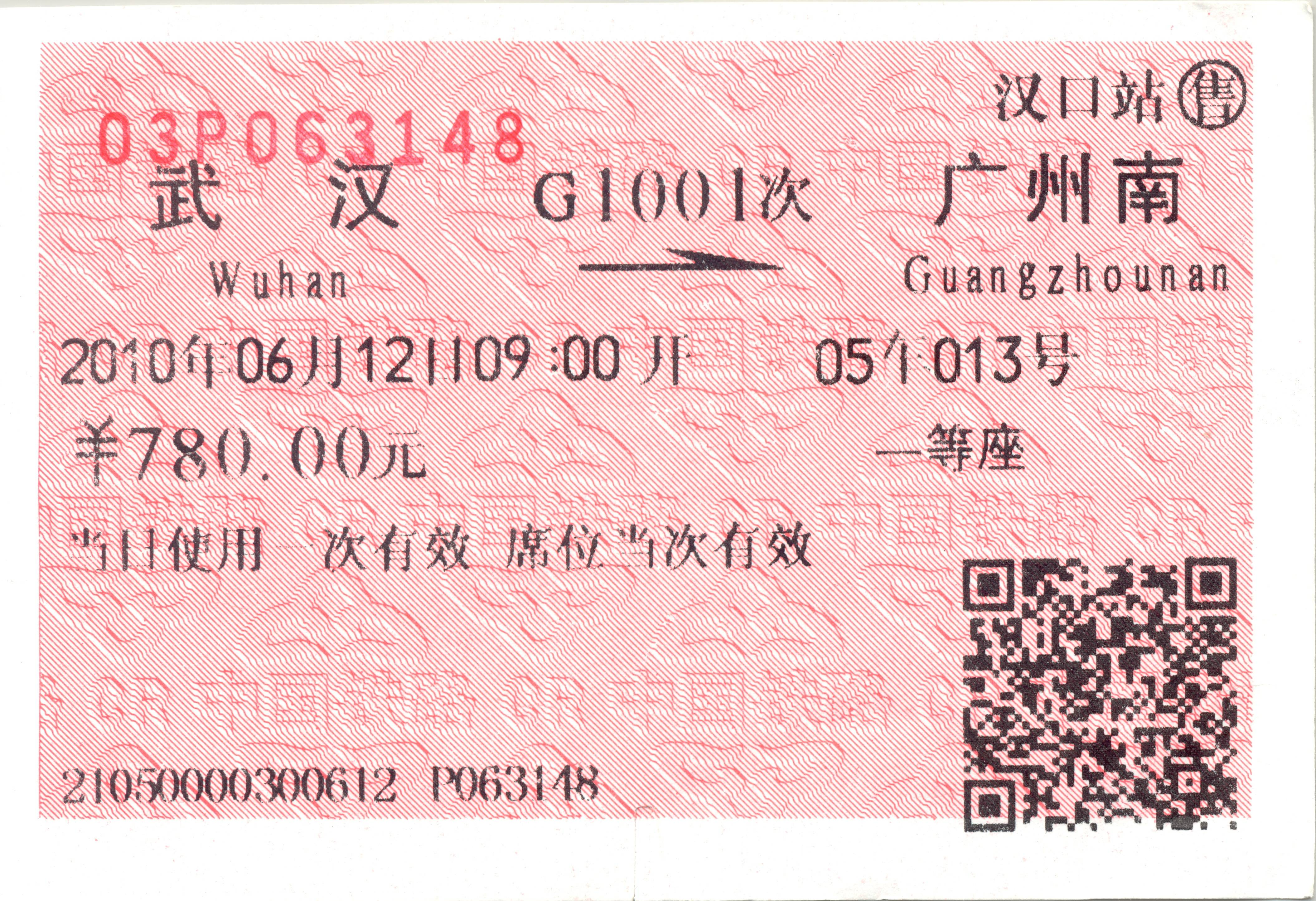
Билет первого класса Ухань-Гуанчжоу за 780 юаней

Поезда на линии развивают максимальную скорость движения 350 км/ч. Каждый поезд представляет собой сдвоенный 8-вагонный электропоезд CRH3C или CRH2C. Таким образом, полный состав включает 16 вагонов, вместимость — 1114 мест (сдвоенный CRH3C) или 1220 (сдвоенный CRH2C). CRH3C построен по лицензии Siemens AG (часть компонентов поставляется компанией) и собирается компанией China Railway High-speed. CRH2C строится China Railway High-speed по лицензии Kawasaki Heavy Industries.

## Эксплуатация линии
Первые поезда отправились 26 декабря 2009 года между станциями Ухань и Гуанчжоу-Северный с 9:00 , поездка длилась три часа вместо десяти с половиной часов, требуемых ранее.
30 января 2010 года был введён в эксплуатацию вокзал Гуанчжоу-Южный. Ежедневно линию стали обслуживать 28 пассажирских поездов, семь из которых проходили половинный путь до вокзала Чанша-Южная.
За первые 56 дней работы линия обслужила более миллиона пассажиров, собрав более 700 миллионов юаней и превысив тем самым прогнозы.
С 1 июля 2010 были добавлены дополнительные поезда и плотность движения увеличилась вдвое.
После 20 сентября 2010 линию стало обслуживать 25 поездов в рабочие дни и 80 поездов на выходные. Поезда стали ходить со средним интервалом в 11 минут.
С августа 2011, после катастрофы в Вэньчжоу, было принято решение снизить максимальную скорость движения на высокоскоростных линиях до 300 км/час, и поездка удлинилась до трёх с половиной часов.

Линия Гуанчжоу-Шэньчжэнь-Гонконг

После этой линии в декабре 2011 года была сдана южнее смежная Скоростная железная дорога Гуанчжоу — Шэньчжэнь — Гонконг до вокзала Шэньчжэнь-Северный, полная поездка от Уханя до Шэньчжэня стала занимать четыре часа 11 минут. Движение до следующей станции Футянь у границы Гонконгом открылось в декабре 2015 года.